# Puente nasal

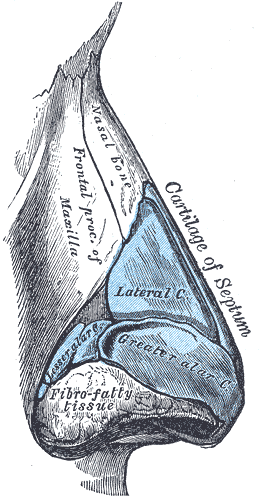
El puente nasal es la parte ósea de la nariz, que recubre los huesos nasales, por encima de la parte azul denominada "Cartílago del tabique".

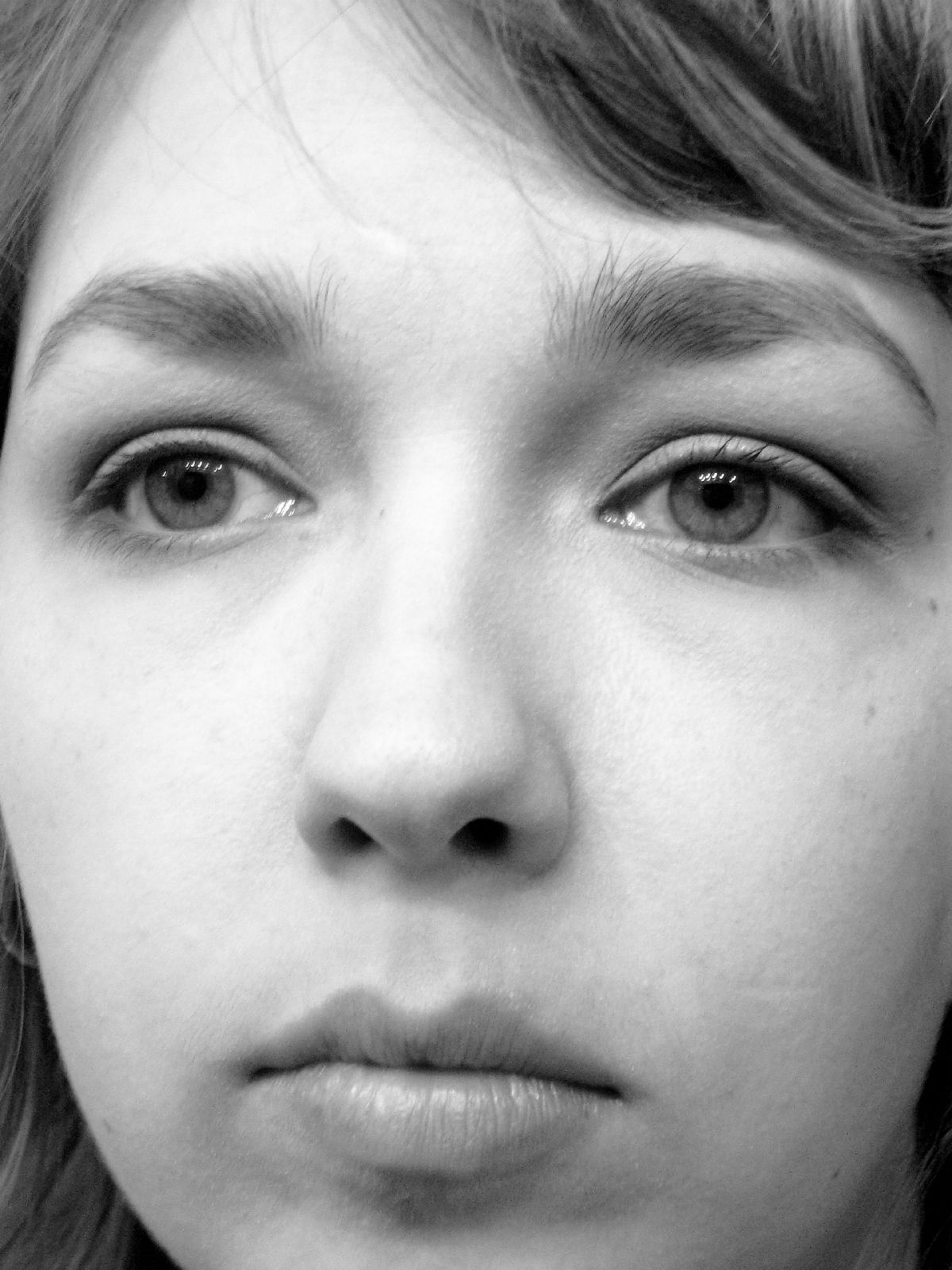
El puente está entre los ojos y justo debajo de ellos. La mitad inferior de la nariz está por debajo del puente.

El puente nasal es la parte superior y ósea de la nariz humana, que recubre los huesos nasales.

## Dismorfología
Los puentes nasales bajos están estrechamente relacionados con los pliegues epicánticos. Un puente nasal bajo es más probable que cause un pliegue epicántico, y viceversa.
Un puente nasal más bajo o más alto que el promedio puede ser un signo de varios trastornos genéticos, como el síndrome de alcoholismo fetal. Un puente nasal plano puede ser un signo de síndrome de Down (trisomía 21), síndrome de X frágil , síndrome de Klinefelter variante 48, XXXY, o síndrome de Bartarlla-Scott .
En la distopía canthorum, que es un desplazamiento lateral del canto interno de los ojos, puede observarse una apariencia de puente nasal ensanchado. La distopía canthorum está asociada al síndrome de Waardenburg.